# Mangunsaren
Mangunsaren is een bestuurslaag in het regentschap Tegal van de provincie Midden-Java, Indonesië. Mangunsaren telt 3140 inwoners (volkstelling 2010).